# Bryum valparaisense
Bryum valparaisense är en bladmossart som beskrevs av Thériot 1917. Bryum valparaisense ingår i släktet bryummossor, och familjen Bryaceae. Inga underarter finns listade i Catalogue of Life.